# Газовий склад природних вод
Газо́вий склад приро́дних вод – сукупність газів, які присутні в природних водах у розчиненому стані. Якісний та кількісний склад розчинених у воді газів визначається природними умовами, в яких перебуває вода. 
Походження газів пов’язане з такими факторами: 
- 1) складом атмосфери (азот, кисень, аргон та інші інертні гази, діоксид вуглецю);

- 2) біохімічними процесами (діоксид вуглецю, метан та інші вуглеводні, сірководень, азот, водень);

- 3) процесами дегазації мантії та метаморфізації гірських порід у глибинних шарах земної кори при високій температурі і тиску (діоксид вуглецю, оксид вуглецю, сірководень, водень, метан, аміак, хлористий водень тощо).

Перші дві групи характерні для поверхневих та підземних вод, третя – в основному для підземних вод. У поверхневих водах найпоширеніші кисень, азот та діоксид вуглецю, в підземних – діоксид вуглецю, сірководень та метан. 